# Edward Lindberg
Edward Ferdinand Jacob Lindberg (* 9. November 1886 in Cherokee, Iowa; † 16. Februar 1978 in Highland Park, Illinois) war ein US-amerikanischer Leichtathlet und Olympiasieger.
Aufgewachsen ist er in seinem Geburtsort Cherikee, als Sohn einer aus Schweden eingewanderten Familie. 1909 und 1911 gewann er die AAU-Meisterschaften jeweils über 440 Yards, was ihn zur Teilnahme an der kommenden Olympiade qualifizierte.
Bei den V. Olympischen Spielen 1912 in Stockholm gewann er die Bronzemedaille im 400-Meter-Lauf, hinter dem US-Amerikaner Charles Reidpath (Gold) und dem Deutschen Hanns Braun (Silber) sowie die Mannschaftsgoldmedaille im 4-mal-400-Meter-Staffellauf, zusammen mit seinen Teamkollegen Mel Sheppard, Ted Meredith und Charles Reidpath, vor den Teams aus Frankreich (Silber) und Großbritannien (Bronze). Das Team stellte bei diesem Lauf gleichzeitig mit einer Zeit von 3:16,6 min einen neuen Weltrekord auf.